# Bataille de Turin (1706)
 (juin 2017).
Si vous disposez d'ouvrages ou d'articles de référence ou si vous connaissez des sites web de qualité traitant du thème abordé ici, merci de compléter l'article en donnant les références utiles à sa vérifiabilité et en les liant à la section « Notes et références ».
Pour les articles homonymes, voir Bataille de Turin.
Guerre de Succession d'Espagne
Batailles
Campagnes de Flandre et du Rhin
- Landau (1702)
- Friedlingen (1702)
- Kehl (1703)
- Ekeren (1703)
- Höchstädt (1703)
- Spire (1703)
- Schellenberg (Donauworth) (1704)
- Blenheim (1704)
- Landau (1704)
- Vieux-Brisach (1704)
- Eliksem (1705)
- Ramillies (1706)
- Stollhofen (1707)
- Cap Béveziers (1707)
- Cap Lizard (1707)
- Audenarde (1708)
- Wynendaele (1708)
- Lille (1708)
- Gand (1708)
- Malplaquet (1709)
- Douai (1710)
- Bouchain (1711)
- Denain (1712)
- Bouchain (1712)
- Douai (1712)
- Landau (1713)
- Fribourg (1713)

Campagnes d'Italie
- Carpi (1701)
- Chiari (1701)
- Crémone (1702)
- Luzzara (1702)
- Verceil (1704)
- Cassano (1705)
- Nice (1705-1706)
- Calcinato (1706)
- Turin (1706)
- Castiglione (1706)
- Toulon (1707)
- Gaeta (1707)
- Cesana (1708)
- Syracuse (1710)

Campagnes d'Espagne et de Portugal
- Cadix (1702)
- Vigo (navale 1702)
- Cap de la Roque (1703)
- Gibraltar (août 1704)
- Ceuta (1704) (es)
- Málaga (1704)
- Gibraltar (1704-1705)
- Marbella (1705)
- Montjuïc (1705)
- Barcelone (1705)
- Badajoz (1705)
- Barcelone (1706)
- Murcie (1706) (es)
- El Albujón (1706) (es)
- Santa Cruz de Ténérife (1706) (en)
- Almansa (1707)
- Xàtiva (1707)
- Ciudad Rodrigo (1707) (en)
- Lérida (1707)
- Tortosa (1708)
- Minorque (1708)
- Gudiña (1709)
- Almenar (1710)
- Saragosse (1710)
- Brihuega (1710)
- Villaviciosa (1710)
- Barcelone (1713-1714)

Campagnes de Hongrie
- Saint-Gotthard (1703) (en)
- Biskupice (1704) (en)
- Smolenice (1704) (en)
- Koroncó (1704) (en)
- Zsibó (1705) (en)
- Saint-Gotthard (1705) (en)
- Trenčín (1708) (en)

Antilles et Amérique du sud
- Santa Marta (1702)
- Guadeloupe (1703)
- Nassau (1703)
- Colonia del Sacramento (1704)
- Carthagène (1708)
- Rio (1710)
- Carthagène (1711)
- Rio (1711)
- Cassard (1712)

Dans le contexte de la Guerre de Succession d'Espagne, la bataille de Turin mit un terme au siège entrepris par les Français depuis le 14 mai 1706, et remit en cause la campagne d'invasion de la Savoie et du Piémont par les armées de Louis XIV. Le prince Eugène de Savoie-Carignan et le duc Victor-Amédée II de Savoie parvinrent à libérer la ville en infligeant à l'assiégeant des pertes telles que les Français durent se retirer du Piémont. 

## Contexte

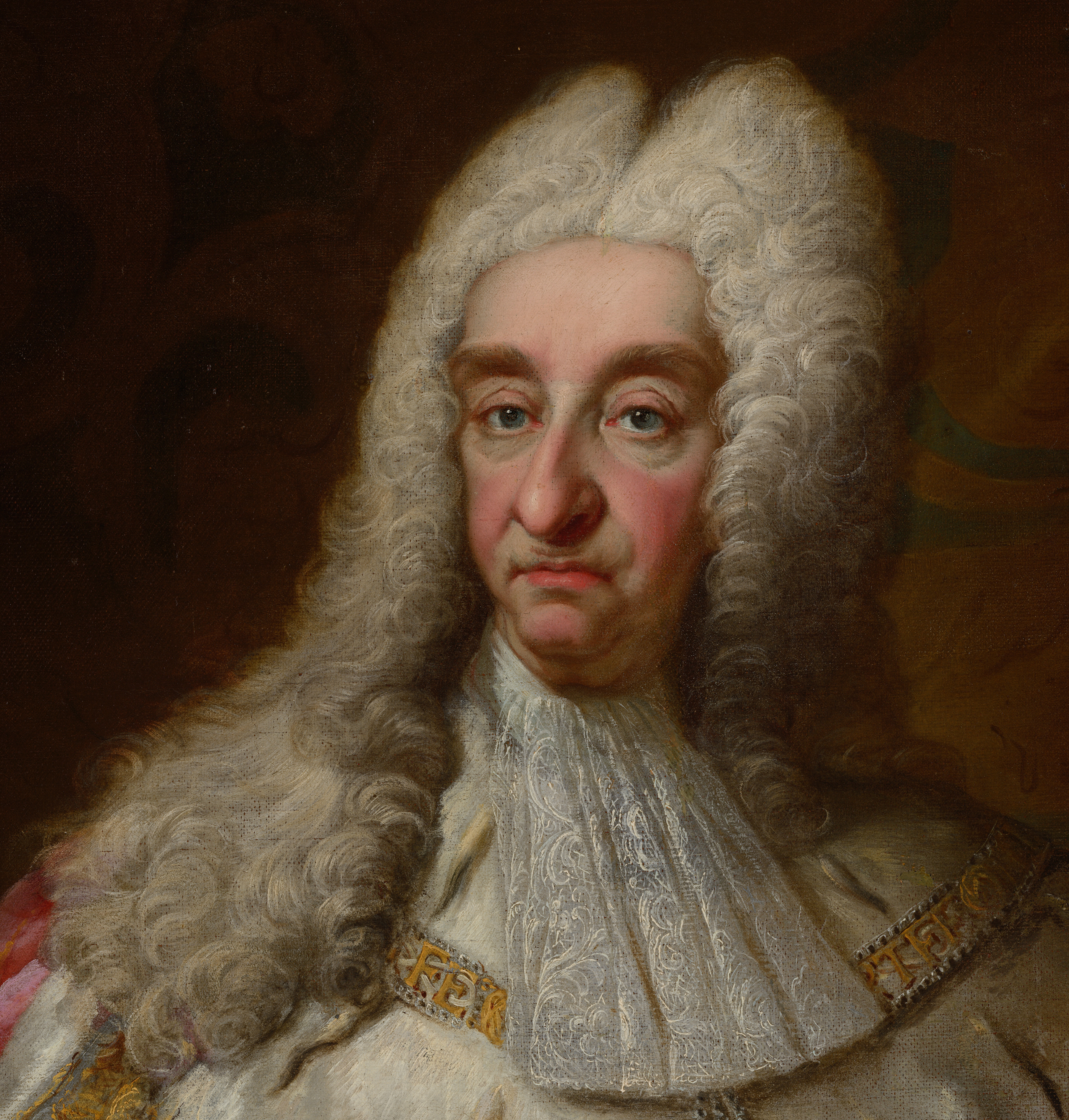
Victor-Amédée II

Dans le conflit qui opposait la France et l'Espagne au reste de l'Europe, le duc de Savoie Victor-Amédée II avait en 1703 finalement rallié la cause autrichienne conscient que ce choix aurait été le seul qui aurait pu maintenir l’indépendance de ses États face à l’agressivité territoriale du royaume français. 
La réponse de Louis XIV ne tarda pas : en 1704, une armée franco-espagnole envahit la Savoie puis la Lombardie en quelques semaines. Les troupes espagnoles furent chargées d'occuper la Lombardie, tandis que trois armées françaises cernaient le Piémont : les Savoyards perdirent encore Suse, Verceil, Chivasso, Ivrée et Nice. Seule la citadelle de Turin, construite au milieu du XVIe siècle, résistait encore.
Les troupes franco-espagnoles étaient sur le point de donner l'assaut final en août 1705, mais le général de la Feuillade jugeait qu'il ne disposait pas de forces suffisantes pour cette opération et réclama des renforts : cet attentisme donna aux Piémontais le temps de compléter leur dispositif défensif en prolongeant les murailles jusqu'aux collines avoisinantes, en préparation d'un siège long.

## Le siège
Le siège débuta le 14 mai 1706. Le maréchal Vauban était partisan de concentrer l'attaque de la forteresse sur un petit côté, compte tenu des nombreuses contre-sapes que l'assiégé avait ménagées devant la ville. Mais La Feuillade ne l'écouta pas et lança 48 ingénieurs à la réalisation du réseau de tranchées habituel. Les assiégés, qui bénéficiaient du soutien de la population, opposèrent une défense opiniâtre, et infligèrent de lourdes pertes aux hommes du génie. Les escarmouches se poursuivirent tout l'été 1706.
Le 17 juin, Victor-Amédée, après avoir confié le commandement de la garnison de Turin au comte autrichien, Wirich de Daun et la défense de la citadelle au général piémontais, Giuseppe Maria Solaro della Margherita, parvint à sortir de Turin pour effectuer dans le Trentin une jonction  avec les troupes autrichiennes alliées menées par le Prince Eugène. Parmi les héroïques exploits des défenseurs, les historiens retiennent la mission de sacrifice du soldat Pietro Micca, qui fit exploser les galeries de contre-mine de la citadelle, face aux grenadiers français qui tentaient de les investir.
Le duc Philippe d'Orléans voulut se porter contre les troupes autrichiennes, avant qu'elles ne rejoignent Turin, mais le maréchal de Marsin lui montra un ordre écrit de la main du Roi interdisant toute initiative autre que la poursuite du siège. Cet ordre décida de l'issue de la bataille de Turin.(Mémoires de Saint-Simon).

Pietro Micca

## L'assaut libérateur
Le 2 septembre, Victor-Amédée et son cousin, le prince Eugène examinaient la situation depuis la colline de  Superga, qui domine la ville et la campagne environnante. Tandis que la garnison de Turin repoussait un ultime assaut « pour l'honneur », ils décidèrent d'appuyer les assiégés en envoyant le gros de l'armée autrichienne (cavalerie comprise) vers les remparts nord-ouest de la ville, où les Français étaient le plus vulnérables. Cette manœuvre réussit et les Autrichiens prirent position entre les deux rivières, la Dora Riparia et la Stura di Lanzo. À ce point, le prince Eugène aurait déclaré : « Ces gens-là sont déjà à demi-battus. »
Le choc eut lieu le 7 septembre vers 10 h du matin, avec une attaque contre les assiégeants sur toute la largeur des lignes. L'escadron Amadeus découvrit une faille dans les lignes françaises, et tenta par là de couper le flanc droit du centre français. Après deux tentatives pour réduire cette intrusion dans leur lignes, la troisième fut la bonne : les Français se débandèrent. Lorsque Daun ordonna à la garnison de tenter une ouverture sur l'aile gauche des assiégeants, des centaines de soldats se noyèrent dans la Dora Riparia en tentant de s'enfuir.

## Épilogue
L'armée française se replia en désordre vers le fort de Pignerol dès le début de l'après-midi. Victor-Amédée et le prince Eugène firent leur entrée en libérateurs dans Turin et firent chanter, suivant l'usage, un Te Deum pour commémorer cette victoire.
Le Traité d'Utrecht reconnut ensuite le duc de Savoie Victor-Amédée comme roi de Sicile (il devint roi de Sardaigne en 1719 après l'échange entre la Sicile et la Sardaigne). Sur la colline de Superga, la Maison de Savoie fit bâtir une basilique où un Te Deum est chanté tous les 7 septembre.
Cette victoire, après l'échec d'une contre-offensive sur Toulon, porta la suite du conflit vers d'autres théâtres d'opérations (les Flandres et l'Espagne).